# Coptotettix indicus
Coptotettix indicus är en insektsart som beskrevs av Hancock, J.L. 1912. Coptotettix indicus ingår i släktet Coptotettix och familjen torngräshoppor. Inga underarter finns listade i Catalogue of Life.